# Partito Anti-Massonico
Il Partito Anti-Massonico, noto anche come Movimento anti-massonico è stato il primo terzo partito degli Stati Uniti d'America. Come partito a scopo preciso (single-issue) contrastò strenuamente la massoneria e in seguito tentò di diventare un partito più importante espandendo il suo programma ad altri temi. Emerso come forza politica alla fine degli anni 1820, vide molti suoi esponenti confluire nel Partito Whig negli anni 1830; il partito si dissolse una prima volta negli anni 1830 (scomparve definitivamente nel 1888).
Fu fondato dopo la sparizione (circa 1826) di William Morgan, un ex massone che ad un certo punto era divenuto un aspro critico della sua ex organizzazione. Molti ritenevano che i massoni avessero assassinato Morgan per aver criticato la massoneria, e di conseguenza varie autorità religiose ed altre personalità condannarono la massoneria. Gli anti-massoni asserivano che i massoni costituivano una minaccia al repubblicanesimo americano tentando segretamente di assumere il controllo del governo. C'era poi lo spiccato timore che la massoneria fosse ostile alla comunità cristiana. La diffusa opposizione alla massoneria finì per dar vita ad un partito politico. Prima e durante la presidenza di John Quincy Adams ci fu un periodo di assestamento politico. Gli Anti-massoni emersero come un'importante alternativa "di terzo partito" ai Democratici di Andrew Jackson e ai Repubblicani nazionali di Adams. Nello Stato di New York, gli Anti-massoni soppiantarono i Repubblicani nazionali come principale oppositore dei Democratici.
Dopo aver riscosso un inatteso successo nelle elezioni del 1828, gli Anti-massoni iniziarono a prendere posizione su altri argomenti, soprattutto sostenendo i lavori pubblici federali ("miglioramenti interni" nel gergo politico dell'epoca) e dazi protezionistici. Alcuni anti-massoni, tra cui William A. Palmer e Joseph Ritner, vinsero elezioni per rilevanti posizioni. In Stati come Pennsylvania e Rhode Island, il partito poteva determinare le maggioranze nel parlamento statale e il suo appoggio era decisivo per i candidati al Senato. Nel 1831 il partito tenne per la prima volta un congresso per la nomina presidenziale, una prassi che poi fu adottata da tutti i principali partiti. Il congresso scelse l'ex procuratore generale William Wirt come portabandiera del partito nelle presidenziali del 1832 e Wirt ottenne il 7,8% del voto popolare e vinse nel Vermont.
Nel corso degli anni 1830 molti sostenitori del Partito Anti-Massonico passarono al Partito Whig, che cercava di unire tutti coloro che si opponevano alla politica del presidente Jackson. Gli anti-massoni portavano con sé un'intensa sfiducia verso i politici e un rifiuto dell'ottusa lealtà di partito, assieme a nuove tecniche di propaganda elettorale per galvanizzare gli elettori. Il Partito Anti-Massonico tenne un congresso nazionale nel 1835, nominando William Henry Harrison come candidato per la presidenza, ma un secondo congresso annunciò che il partito non avrebbe ufficialmente appoggiato alcun candidato. Harrison fece campagna come Whig nelle presidenziali del 1836 e il suo relativo successo elettorale favorì altre fuoriuscite dal Partito Anti-Massonico a quello Whig. Nel 1840 il partito aveva cessato di funzionare come organizzazione nazionale. Nei decenni successivi, candidati e sostenitori anti-massoni quali Millard Fillmore, William H. Seward, Thurlow Weed e Thaddeus Stevens sarebbero divenuti esponenti di rilievo del Partito Whig.

## Storia

### Premesse

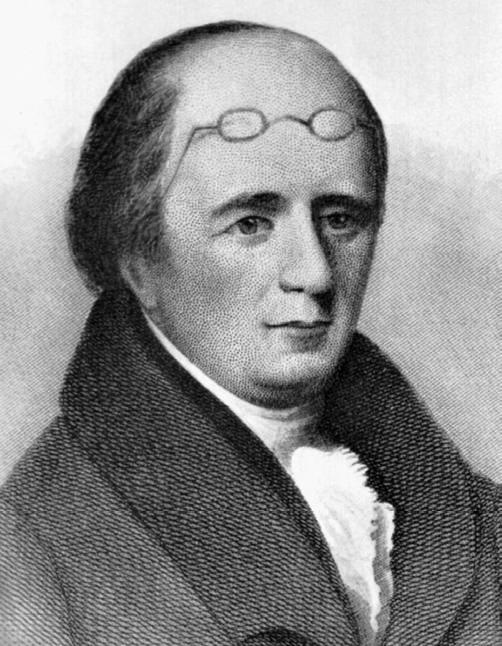
William Morgan, la cui sparizione e probabile morte portò alla creazione del Partito anti-massonico.

Gli avversari della massoneria formarono un movimento politico dopo che l'"affare Morgan" li convinse che i massoni erano assassini che prendevano posizione contro di loro. Questo episodio chiave fu la misteriosa sparizione nel 1826 di William Morgan, un massone di Upstate New York che si era rivoltato contro i massoni.
Morgan affermava di essere stato membro della massoneria quando abitava in Canada e sembra che avesse frequentato per poco tempo una loggia a Rochester. Nel 1825 Morgan ricevette il grado Royal Arch nella sezione n.33 Western Star del villaggio di Le Roy, nello Stato di New York, dopo aver giurato di essere in possesso dei sei gradi sottostanti. Se avesse veramente ottenuto tali gradi — e dove, nel caso — non è stato stabilito con certezza.
Morgan tentò allora di aiutare a costituire o visitare logge o capitoli a Batavia, ma gli fu negata la partecipazione alle attività massoniche di Batavia dai membri che dubitavano del carattere di Morgan e delle sue affermazioni di appartenenza massonica. Irritato dal rigetto, Morgan annunciò l'intenzione di pubblicare un libello intitolato Illustrations of Masonry, critico verso la massoneria e contenente la dettagliata descrizione delle sue cerimonie segrete.
Quando alla loggia di Batavia si seppe delle sue intenzioni, qualcuno tentò di incendiare la casa editrice che prevedeva di pubblicare il libro di Morgan. Nel settembre 1826 Morgan fu arrestato per dubbie insinuazioni su un prestito non restituito e per furto di una camicia e cravatta, nel tentativo, privandolo della libertà personale, di impedire la pubblicazione del suo libro. La persona che intendeva pubblicare il libro di Morgan ne pagò la cauzione, e perciò fu rilasciato. Poco tempo più tardi, Morgan scomparve.
Alcuni scettici sostennero che Morgan avesse lasciato i dintorni di Batavia spontaneamente, perché aveva ricevuto danaro per non pubblicare il suo libro, o per sfuggire alle rappresaglie massoniche in risposta al suo tentativo di pubblicare il libro, o ancora per suscitare una pubblicità che avrebbe amplificato le vendite del libro. La versione dei fatti generalmente accreditata era che i massoni avessero ucciso Morgan annegandolo nel fiume Niagara. Che fosse fuggito o assassinato, la sparizione di Morgan indusse molti a credere che la massoneria fosse incompatibile con il fatto di essere buoni cittadini.
Dato che giudici, uomini d'affari, banchieri e politici spesso erano massoni, i normali cittadini iniziarono a ritenere la massoneria un gruppo elitario. Inoltre, molti asserivano che i giuramenti segreti delle logge vincolassero i massoni a favorirsi reciprocamente a scapito degli estranei, nelle corti e altrove.
Poiché alcuni processi di presunti cospiratori di Morgan furono mal gestiti e i massoni si opponevano ad ulteriori indagini, molti newyorchesi conclusero che i massoni controllassero gli uffici più importanti e usassero la loro autorità pubblica per promuovere gli obiettivi della fratellanza permettendo ai supposti assassini di Morgan di scampare la loro punizione. Se un massone cercava di svelare i segreti della confraternita, così concludevano, i massoni lo facevano fuori. Poiché controllavano i tribunali e altri uffici, erano ritenuti in grado di ostacolare le indagini. I veri americani, dicevano, dovevano organizzarsi e sconfiggere questo complotto. Per ripristinare il buon governo "tutti i massoni dovevano essere epurati dagli uffici pubblici".

### Fondazione del partito

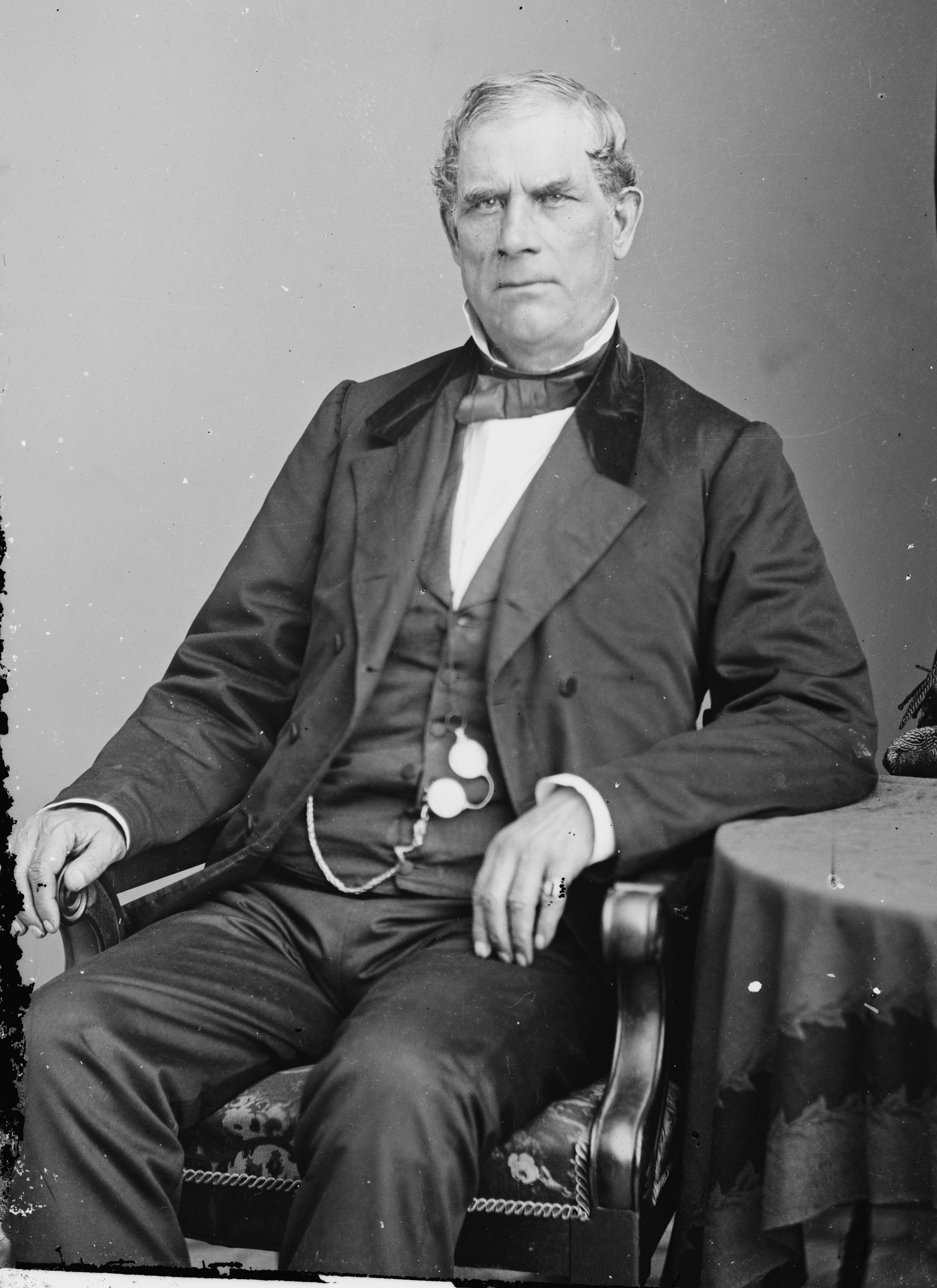
Thurlow Weed, redattore di giornale che partecipò alla formazione del Partito Anti-Massonico.

Il Partito Anti-Massonico fu fondato nell'Upstate New York nel febbraio 1828. Gli anti-massoni erano avversari della massoneria, che ritenevano essere una società segreta corrotta ed elitista che dominava gran parte del Paese in spregio ai principi repubblicani. In molti pensavano che l'organizzazione massonica e i suoi aderenti impegnati nel governo fossero corrotti.
L'opposizione alla massoneria era sostenuta come una causa religiosa da alcune chiese evangeliche protestanti, specie nella zona fondamentalista del nord dello Stato di New York. Molte chiese approvarono risoluzioni che condannavano pastori e capi laici in quanto massoni e parecchie congregazioni condannarono la massoneria, tra cui le chiese presbiteriana, congregazionale, metodista e battista.

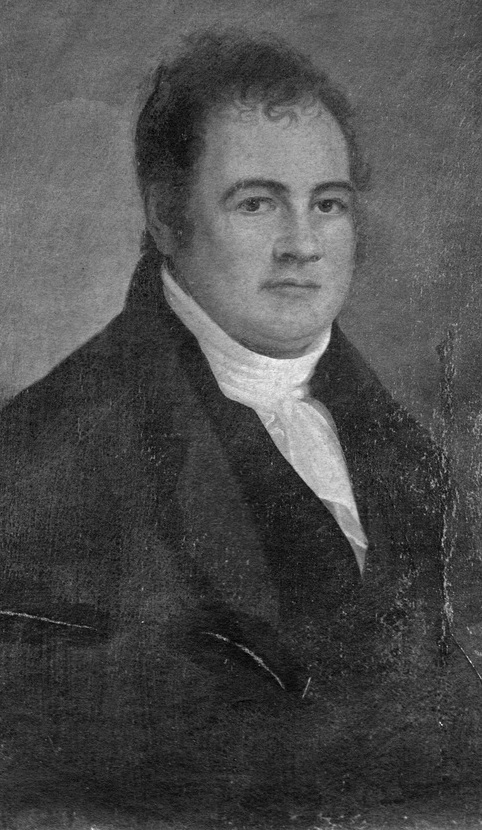
Solomon Southwick, editore di giornale e candidato anti-massonico nel 1828 all'elezione di governatore di New York.

L'anti-massoneria divenne un tema politico nell'Ovest dello Stato di New York, dove al principio del 1827 molte assemblee pubbliche decisero di non sostenere la candidatura di massoni ad incarichi pubblici. Nel New York i sostenitori del presidente John Quincy Adams, detti "Adams men" o Anti-Jacksonians, raccolti nel Partito Repubblicano Nazionale, erano una debole organizzazione. I sostenitori di Adams usarono il forte sentimento anti-massonico per creare un nuovo partito in contrasto alla nascente democrazia jacksoniana sul piano nazionale e all'organizzazione politica Albany Regency di Martin Van Buren nel New York. In questa iniziativa furono aiutati dal fatto che Andrew Jackson era un eminente massone e si esprimeva spesso in favore dell'organizzazione. L'asserito commento dell'organizzatore anti-massonico Thurlow Weed (peraltro da lui smentito), che un cadavere non identificato trovato nel fiume Niagara fosse "un Morgan abbastanza buono" fino alle elezioni del 1828, sintetizzava il valore della sparizione di Morgan per gli avversari di Jackson.

### Ascesa politica
Nelle elezioni del 1828 il nuovo partito andò inaspettatamente bene. Sebbene il suo candidato come governatore di New York, Solomon Southwick, venisse sconfitto, il Partito Anti-Massonico divenne il principale partito di opposizione ai Democratici di Jackson nel New York. Nel 1829 ampliò il suo programma politico divenendo fautore di lavori pubblici federali e dazi protezionistici.
I membri del Partito Anti-Massonico estesero l'uso di giornali affiliati al partito per promuovere l'organizzazione politica, pubblicandone più di 100, tra cui il National Observer di Southwick e l'Anti-Masonic Enquirer di Weed. Nel 1829 l'Albany Journal era diventato il principale foglio anti-massonico e in seguito divenne il giornale whig dominante. I giornali del tempo si caratterizzavano per la partigianeria e un breve paragrafo dell'Albany Journal che criticava Martin Van Buren conteneva i termini "pericoloso", "demagogo", "degradato", "corrotto", "pervertito", "prostituto", "dissoluto" e "maledetto".

### Congressi ed elezioni
Un'organizzazione nazionale anti-massonica era stata già ipotizzata nel 1827, quando i notabili di New York tentarono vanamente di persuadere Henry Clay a rinunciare alla sua affiliazione massonica e a prendere la guida del movimento.
Nel 1831 il tentativo del movimento anti-massonico di ampliarsi gli permise di diffondersi negli Stati confinanti, e divenne specialmente forte in Pennsylvania e Vermont. Nel 1831 William A. Palmer fu eletto governatore del Vermont in un "ticket" anti-massonico, e mantenne tale carica fino al 1835. Il cognato di Palmer Augustine Clarke fu un grande elettore anti-massonico alle presidenziali del 1832, segretario del Tesoro del Vermont dal 1833 al 1837 e delegato all'Anti-Masonic National Committee del 1837. Tra gli altri elettori anti-massonici del Vermont nel 1832 vi furono l'ex governatore Ezra Butler e l'ex rappresentante degli Stati Uniti William Strong.
La carica elettiva più importante raggiunta da un esponente del Partito Anti-Massonico fu governatore. Oltre a Palmer nel Vermont, Joseph Ritner fu governatore della Pennsylvania dal 1835 al 1839.
Oltre a Palmer e Ritner, Silas H. Jennison, anti-massone, fu eletto vice governatore del Vermont col supporto dei Whig nel 1835. Nessuno dei candidati, tra cui Palmer, raggiunse la maggioranza richiesta dalla costituzione del Vermont per eleggere il relativo governatore. La scelta fu quindi demandata all'Assemblea generale del Vermont che non riuscì però a eleggere un vincitore. L'assemblea generale decise allora di nominare Jennison come facente funzioni fino alla nuova elezione del governatore. Jennison vinse poi l'elezione a governatore vero e proprio nel 1836 militando nei Whig e restò in carica dal 1836 al 1841.

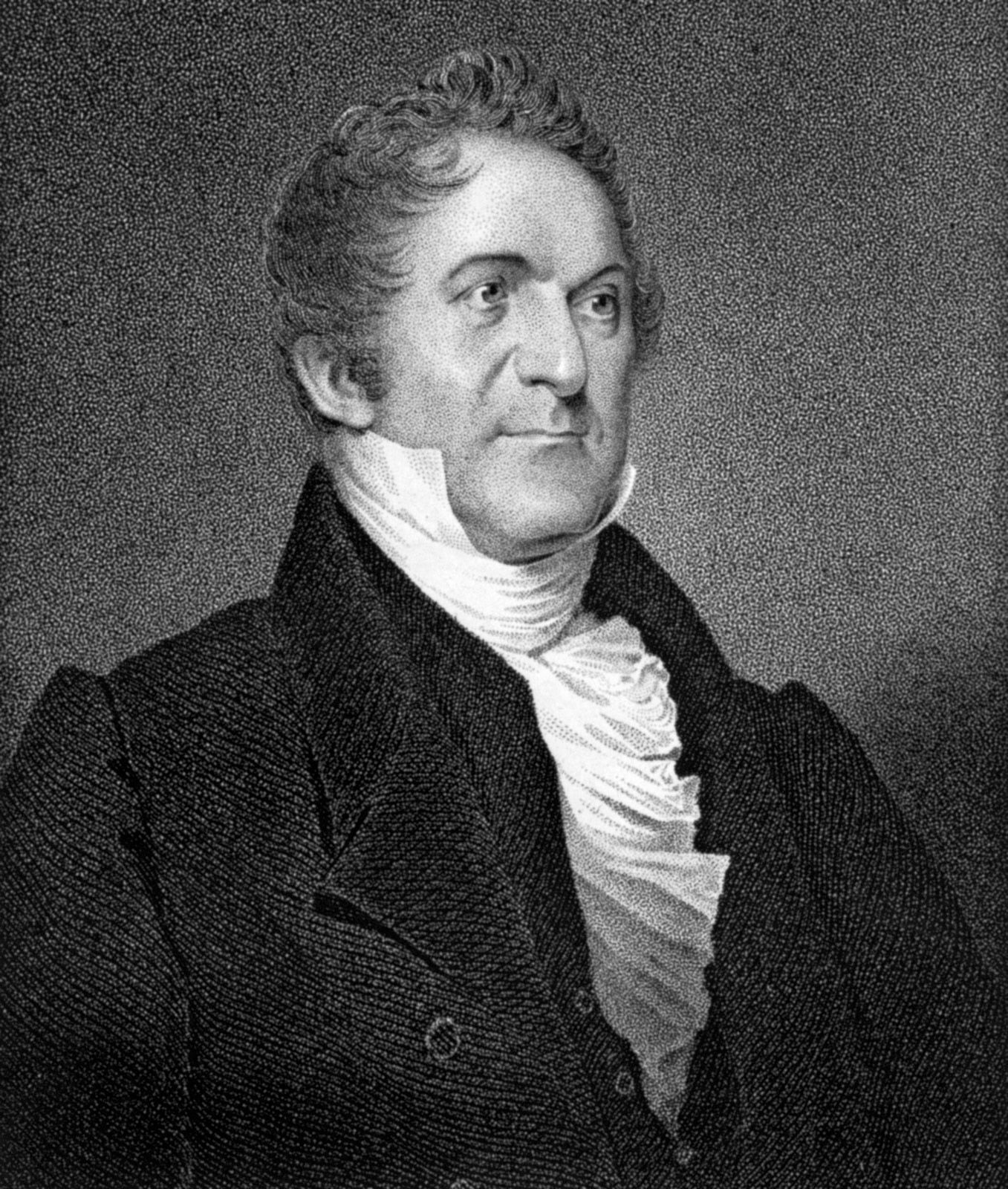
L'ex massone William Wirt ottenne i voti del collegio elettorale del Vermont nelle elezioni presidenziali negli Stati Uniti d'America del 1832 come candidato anti-massonico.

Sebbene il Partito Anti-Massonico non avesse eletto alcun senatore e non fosse maggioranza in nessun parlamento statale, gli anti-massoni a volte formarono nei parlamenti statali coalizioni per eleggere senatori e controllare le camere. Ad esempio, William Wilkins fu eletto al senato nel 1830 da una coalizione di democratici ed anti-massoni nella Assemblea generale della Pennsylvania (Pennsylvania General Assembly) e William Sprague fu eletto presidente della Camera dei rappresentanti del Rhode Island nel 1831 da una coalizione di democratici e anti-massoni.

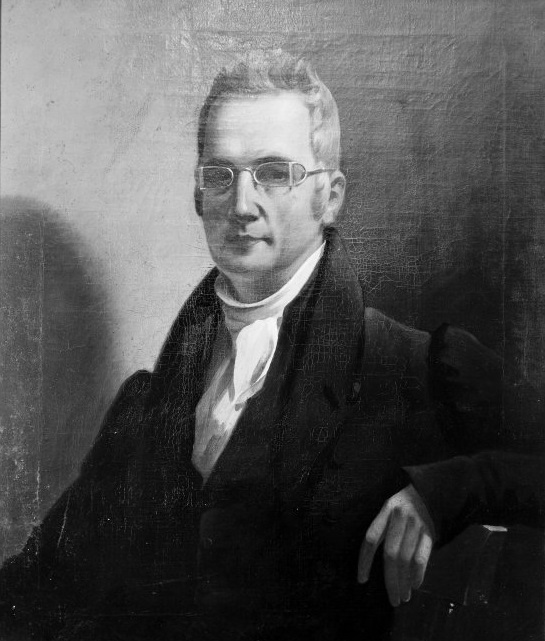
Amos Ellmaker, nel 1832 candidato anti-massonico per la vicepresidenza degli Stati Uniti.

Il Partito Anti-Massonico tenne il primo congresso per la nomina presidenziale della storia statunitense in occasione delle presidenziali del 1832, candidando William Wirt (ex massone) come presidente e Amos Ellmaker come suo vice a Baltimora. Wirt conquistò il 7,78% del voto popolare e i sette voti dei "grandi elettori" del Vermont. Democratici e Whig riconobbero immediatamente l'importanza del congresso nel gestire partiti e campagne elettorali e iniziarono a svolgerne di propri.
Dopo l'elezione di Ritner nel 1835, si svolse un congresso statale ad Harrisburg dal 14 al 17 dicembre 1835 per scegliere i grandi elettori per le presidenziali del 1836. Il congresso designò William Henry Harrison come candidato presidente e Francis Granger per la posizione di vicepresidente. Il congresso anti-massonico dello Stato del Vermont seguì l'esempio il 24 febbraio 1836. I capi anti-massoni del Vermont però non riuscirono ad avere da Harrison l'assicurazione che non fosse un massone, così indissero un congresso nazionale. Il secondo congresso nazionale anti-massonico per designare un candidato si tenne a Filadelfia il 4 maggio 1836. L'incontro non raggiunse un consenso sul tema principale, ma la maggioranza dei delegati dichiarò ufficialmente che il partito non avrebbe sostenuto un ticket nazionale per le elezioni presidenziali del 1836 e propose un incontro nel 1837 per discutere il futuro del partito.
Sebbene Harrison avesse perso le elezioni a favore del candidato democratico Martin Van Buren nel 1836, la sua forza in tutto il Nord entusiasmò i leader anti-massonici dato che il Partito Anti-Massonico fu il primo a mettere ufficialmente il suo nome in lizza. Verso la metà degli anni 1830 altri anti-jacksoniani si erano fusi con il Partito Whig, che rispetto agli anti-massoni aveva una base elettorale più ampia. Alla fine degli anni 1830 molti membri del movimento anti-massonico stavano passando ai Whig, considerando tale partito un'alternativa migliore ai jacksoniani, da quel momento chiamati democratici. Il Partito Anti-Massonico indisse un congresso nel settembre 1837 per discutere la sua situazione; uno dei delegati era l'ex presidente John Quincy Adams.
Il Partito Anti-Massonico tenne un terzo congresso nazionale per la designazione del candidato nella Temperance Hall di Filadelfia il 13-14 novembre 1838. A quel punto il partito era ormai stato quasi completamente soppiantato dai Whig. Gli anti-massoni designarono unanimemente William Henry Harrison per la presidenza e Daniel Webster come vicepresidente per le elezioni del 1840. Quando il congresso Whig nazionale nominò Harrison in ticket con John Tyler, il Partito Anti-Massonico non propose una candidatura alternativa e cessò di funzionare, e gran parte dei suoi iscritti furono pienamente assorbiti dai Whig verso il 1840.

## Retaggio

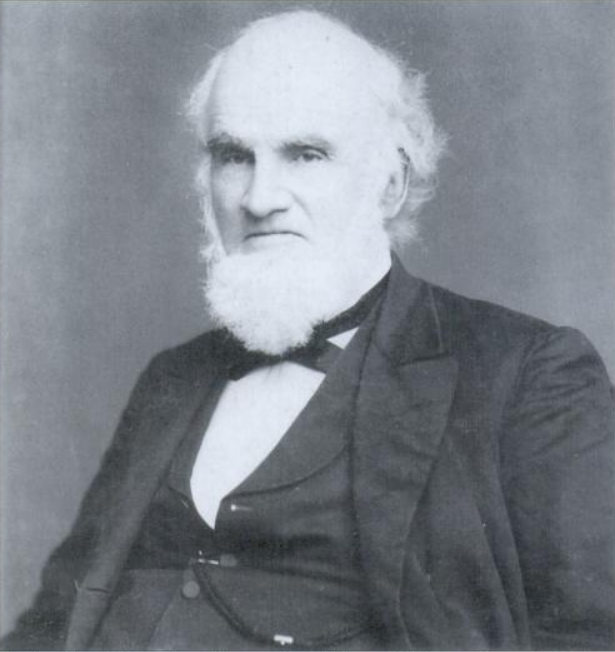
Jonathan Blanchard, candidato alle presidenziali 1884 del reincarnato Partito Anti-Massonico.

L'anti-massoneria era profondamente connessa a teorie del complotto, soprattutto all'asserzione che le élite massoniche stessero tentando di controllare segretamente il governo. Dato che la rivoluzione industriale cominciava a favorire la mobilità economica e la popolazione iniziava a trasferirsi ad ovest, dove gli Stati erano popolati da coloni bianchi e aderivano all'Unione, la crescita del movimento anti-massonico era causata dai disordini politici e sociali determinati dall'indebolimento di antichi legami familiare e collettivi. Poiché la massoneria era una delle poche istituzioni che rimanevano salde in questo periodo di cambiamenti, divenne un bersaglio naturale per i contestatori. Di conseguenza l'affare Morgan divenne il catalizzatore visibilissimo che trasformò un movimento popolare in un partito politico.
Sotto la bandiera degli anti-massoni, abili leader aggregarono anti-jacksoniani ed altri che erano in disaccordo con la situazione politica del momento. Il fatto che William Wirt, il loro prescelto per la presidenza nel 1832, non solo fosse un ex massone, ma avesse pure difeso la massoneria in un discorso di fronte al congresso che lo candidò, indica che l'opposizione alla massoneria non era l'unico argomento del movimento anti-massonico.
Il movimento anti-massonico inaugurò o promosse l'uso di molte innovazioni che divennero prassi accettata da altri partiti, come i congressi per scegliere il candidato e i quotidiani di partito. Al contrario dei democratici, che puntavano sempre a una granitica fedeltà di partito verso i candidati prescelti, gli anti-massoni lasciavano in eredità ai Whig anche la diffidenza verso le manovre occulte dei capi-partito, facevano invece diretto appello alla gente attraverso comizi giganteschi, parate e discorsi retorici che infiammavano le masse. Inoltre, gli anti-massoni contribuirono all'ascesa del Partito Whig come principale alternativa ai Democratici, con congressi, giornali e posizioni anti-massoniche su argomenti come lavori pubblici federali e dazi adottate dai Whig.

## Secondo Partito Anti-Massonico
Dal 1872 al 1888 fu attiva una seconda organizzazione chiamata Partito Anti-Massonico. Questo secondo gruppo aveva una fondamento più religioso per la sua ostilità alla massoneria ed era strettamente associato a Jonathan Blanchard del Wheaton College.

## Membri del Congresso

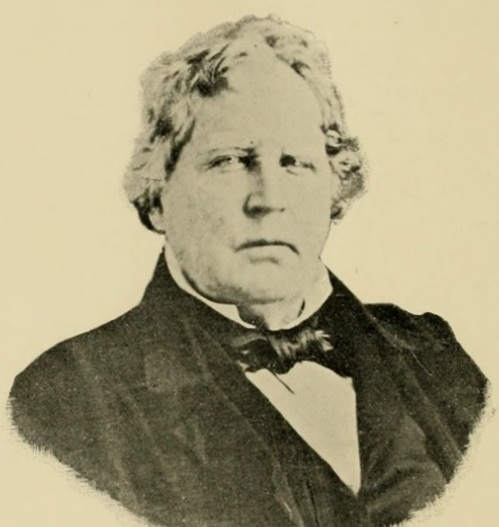
Grattan H. Wheeler, membro anti-massonico del Congresso, dallo Stato di New York.

Gli anti-massoni non elessero nessuno al Senato federale, ma vi riuscirono alla Camera dei rappresentanti.
Massachusetts
- William Jackson
- John Reed Jr.

New York
- William Babcock
- Gamaliel H. Barstow
- Timothy Childs
- John A. Collier
- Bates Cooke
- John Dickson
- Philo C. Fuller
- Gideon Hard
- Abner Hazeltine
- George W. Lay
- Henry C. Martindale
- Robert S. Rose
- Phineas L. Tracy
- Grattan H. Wheeler
- Frederick Whittlesey

Ohio
- Jonathan Sloane

Pennsylvania
- Robert Allison
- John Banks
- Charles Augustus Barnitz
- Richard Biddle
- George Chambers
- William Clark
- Edward Darlington
- Edward Davies
- Harmar Denny
- John Edwards
- Thomas Henry
- William Hiester
- Francis James
- Thomas McKean
- Charles Ogle
- David Potts Jr.
- Andrew Stewart

Rhode Island
- Dutee Jerauld Pearce

Vermont
- William Cahoon
- Benjamin F. Deming
- Henry Fisk Janes
- William Slade

## Titolari di importanti cariche, e candidati

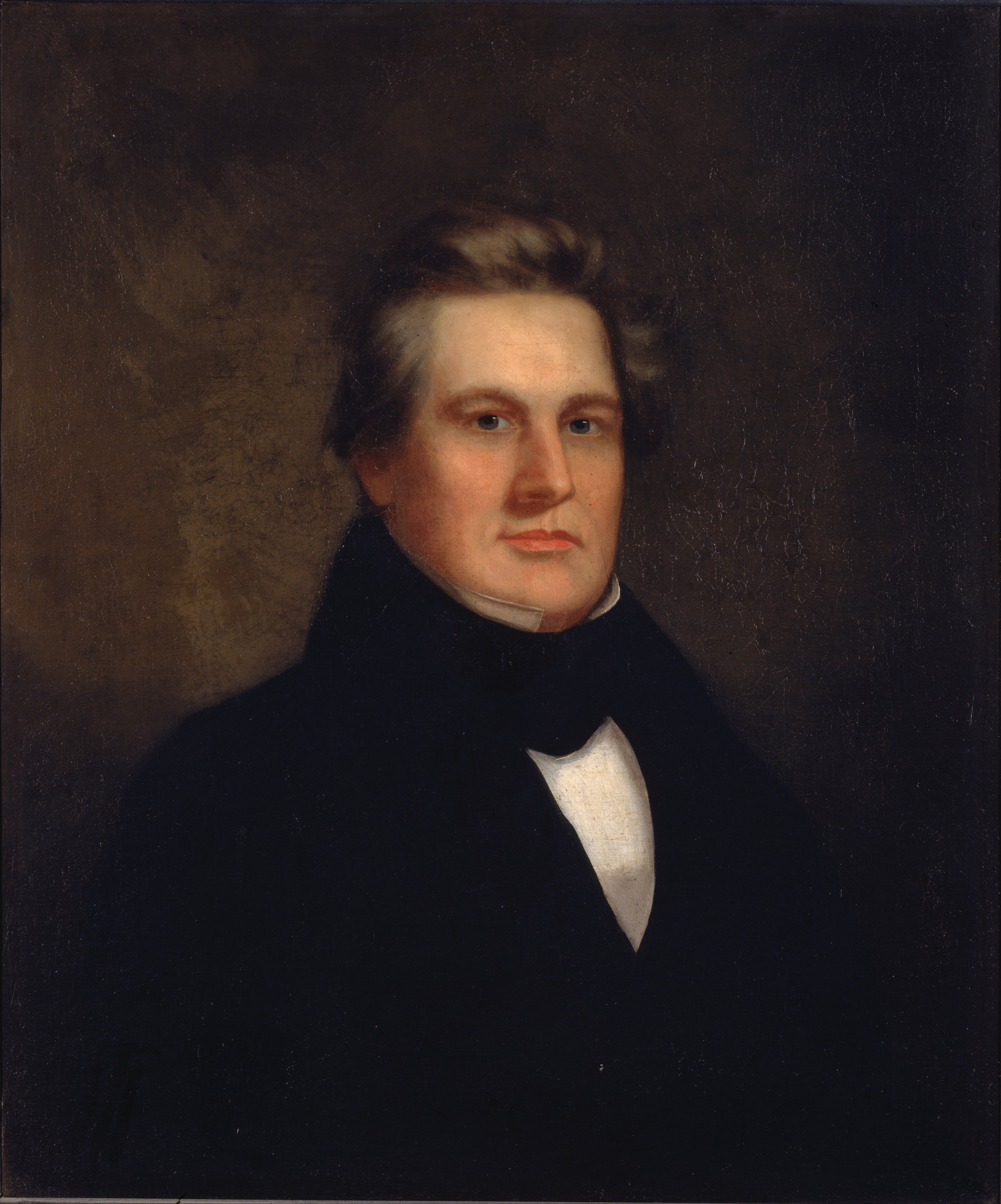
Il Presidente Millard Fillmore iniziò la carriera politica come parlamentare anti massonico dell'Assemblea generale di New York nel 1829.

- Solomon Southwick, candidato a governatore di New York (1826)
- Millard Fillmore, membro dell'Assemblea generale di New York (1829–1831)
- William H. Seward, membro del Senato dello Stato di New York (1831–1834)
- Lebbeus Egerton, vice governatore del Vermont (1831–1835)
- William A. Palmer, governatore del Vermont (1831–1835)
- William Wirt, candidato a Presidente nel 1832
- Amos Ellmaker, candidato a Vice Presidente nel 1832
- William Sprague III, presidente della Camera dei rappresentanti del Rhode Island (1832–1835)
- Thaddeus Stevens, membro del Camera dei rappresentanti della Pennsylvania (1833–1835)
- Augustine Clarke, Tesoriere di Stato del Vermont (1833–1837)
- Joseph Ritner, governatore della Pennsylvania (1835–1839)
- Silas H. Jennison, governatore del Vermont (1835–1841) e anti-massone candidato col supporto Whig, che in seguito divenne un Whig
- John Quincy Adams, candidato a Governatore del Massachusetts nel 1833
- Allen Wardner, Tesoriere di Stato del Vermont (1837–1838)
- Jonathan Blanchard, candidato a presidente nel 1884